# S Cassiopeiae
S Cassiopeiae (S Cas / HD 7769 / SAO 4374) és un estel variable a la constel·lació de Cassiopea. Al no existir una mesura de la seva paral·laxi per part del satèl·lit Hipparcos, la seva distància al sistema solar s'estima entre 1.430 i 2.770 anys llum.
De tipus espectral S3,4e-S5,8e, S Cassiopeiae és un estel de tipus S, semblant a χ Cygni; aquestes són gegant vermelles semlants a les de tipus M, excepte que els òxids dominants en el seu espectre són els formats per metalls del cinquè període de la taula periòdica, com zirconi o itri. Una altra característica d'aquesta classe d'estels és la pèrdua de massa estel·lar; en el cas d'S Cassiopeiae aquesta s'estima en 3,5 × 10-6 vegades la massa solar per any. És un dels estels coneguts de major grandària. Encara que lluny dels hipergegants com VY Canis Majoris o Mu Cephei, el seu radi és 930 vegades més gran que el radi solar; si estiguera en el lloc del Sol, la seva superfície gairebé aconseguiria l'òrbita de Júpiter. La seva temperatura superficial és molt baixa —1.800 K— i la seva lluminositat és 8.000 vegades superior a la lluminositat solar.
La segona variable descoberta en aquesta constel·lació després d'R Cassiopeiae, S Cassiopeiae és, igual que aquesta, una variable Mira. La seva lluentor oscil·la entre magnitud +7,9 i +16,1 al llarg d'un període de 612,43 dies. Les variables Mira són estrelles en els últims estadis de la seva evolució la inestabilitat de la qual prové de pulsacions en la seva superfície, provocant canvis en el seu color i lluentor. Algunes d'elles, entre les quals s'hi troba S Cassiopeiae, mostren emissió màser de SiO. En S Cassiopeiae l'emissió presenta una acusada polarització circular.